# Prunay-sur-Essonne
Prunay-sur-Essonne é uma comuna francesa na região administrativa da Ilha-de-França, no departamento de Essonne. Estende-se por uma área de 5,14 km². Em 2010 a comuna tinha 297 habitantes (densidade: 57,8 hab./km²).